# Sedum pedicellatum subsp. pedicelllatum
Sedum pedicellatum subsp. pedicelllatum é uma subespécie de planta com flor pertencente à família Crassulaceae. 
A autoridade científica da subespécie é Boiss. & Reut., tendo sido publicada em Biblioth. Universelle Genève 38: 205 (1842).

## Portugal
Trata-se de uma subespécie presente no território português, nomeadamente em Portugal Continental.
Em termos de naturalidade é endémica da Península Ibérica.

## Protecção
Não se encontra protegida por legislação portuguesa ou da Comunidade Europeia.